# Smicrostigma
Genre
Classification phylogénétique
Smicrostigma N.E.Br. est un genre de plante de la famille des Aizoaceae.
Smicrostigma N.E.Br., in Gard. Chron., ser. 3. 87: 72 (1930), in clave
Type : Smicrostigma viride (Haw.) N.E.Br. (Mesembryanthemum viride Haw.)

## Liste des espèces
Smicrostigma N.E.Br. est, à ce jour, un genre monotype.
- Smicrostigma viride (Haw.) N.E.Br.